# System för övervakning av döda vinkeln
System för övervakning av döda vinkeln  eller döda-vinkel-varnare är en fordonsbaserad sensorenhet som upptäcker andra fordon som ligger på förarens sida och bakom. Varningar kan vara visuella, hörbara, vibrerande eller taktila.
Blindfärgskärmar är emellertid ett alternativ som kan göra mer än att övervaka sidorna och baksidan av fordonet. De kan också innehålla "Cross Traffic Alert", "som varnar förare som backar ut från en parkeringsplats när trafiken närmar sig från sidorna."